# Fagnolle
Fagnolle (en wallon Fagnole ; sporadiquement par le passé Fagnolles) est une section de la ville belge de Philippeville située en Wallonie, dans la province de Namur.
La commune est bornée au nord par Roly, à l'est et au sud par Dourbes, et à l'ouest par Mariembourg. C'était une commune à part entière avant la fusion des communes de 1977. 
Jusqu'en 2020, Fagnolle faisait partie de l'association regroupant les plus beaux villages de Wallonie.

## Évolution démographique
- Source: DGS, 1831 à 1970=recensements population, 1976= habitants au 31 décembre

## Histoire
Dans les dernières décennies de l'Ancien Régime, le comté de Fagnolle est un petit état indépendant, terre souveraine, membre du Cercle de Westphalie et du Saint-Empire romain germanique. Cet état est enclavé dans la principauté de Liège, près de Couvin. 
Son château typique de plaine, élevé dans la vallée marécageuse qui borne au nord la forêt de Thiérache, commandait la «trouée» de l'Oise. Il est détruit le 20 août 1554 par Guillaume le Taciturne, pour que les Français d’Henri II ne l’occupent pas. En partie ruiné, le château n’est abandonné définitivement qu'en 1659, quand la ligne de défense des Pays-Bas est reportée sur la Sambre par le gouvernement espagnol.
Charles-Joseph de Ligne, militaire, diplomate et grand mémorialiste de son temps, avait obtenu en 1770 de l'Empereur Joseph II l'érection de sa terre de Fagnolle en principauté d'Empire. Il en profite pour faire battre monnaie à son effigie, un ducat d'Allemagne portant au droit le buste du prince avec la légende : CAROLUS P.S.I.R. De Linea. C. Fagnolensis, soit Charles - Prince du Saint Empire Romain - de Ligne, comte de Fagnolle. À l'avers, figure l'écusson de Ligne sur un manteau ducal entouré du collier de la Toison d'Or.
Occupé par la France en 1792, le comté de Fagnolle est alors englobé dans le département des Ardennes. À la mi-février 1793, estimant que « le bonheur des Liégeois dépend de leur réunion à la juste et loyale République française, les administrateurs municipaux de Couvin convoquent les habitants de leur ressort pour acquiescer à ce projet » mais « Faginolle », ci-devant terre neutre du prince de Ligne ne veut pas « opérer ». Il n’empêche que le village est incorporé dans un des dix cantons municipaux du district de Couvin, celui de Nismes qui comprend les deux Dourbes, Fagnolle ou Ligne, et Olloy. Fagnolle reste française en 1814 et fait encore partie du département des Ardennes.
En 1815, au second traité de Paris, ce territoire est rattaché au Royaume des Pays-Bas en même temps que Mariembourg, Couvin, Bouillon et Philippeville. Sous ce régime, l’ancien comté souverain devient propriété de la Couronne de Guillaume Ier. À l’indépendance belge en 1830, la commune de Fagnolle tente, en vain, de protester de son indépendance « de tout temps » et ce jusqu’en 1840.
Au début de la Première Guerre mondiale, durant la retraite de la Ve Armée française de Lanrezac, le 25 août 1914, une tranchée, creusée dans le haut du village, retarde l’avance de l’ennemi. Cinq soldats français sont tués par un shrapnel tombé à quelques mètres derrière eux. Un monument est par la suite érigé en leur honneur (prisme de 2 m de hauteur, surmonté d’un pyramidion) à l’endroit où ils ont perdu la vie, au sud du village, près du lieu-dit la Sentinelle.

## Patrimoine et culture

### Patrimoine architectural

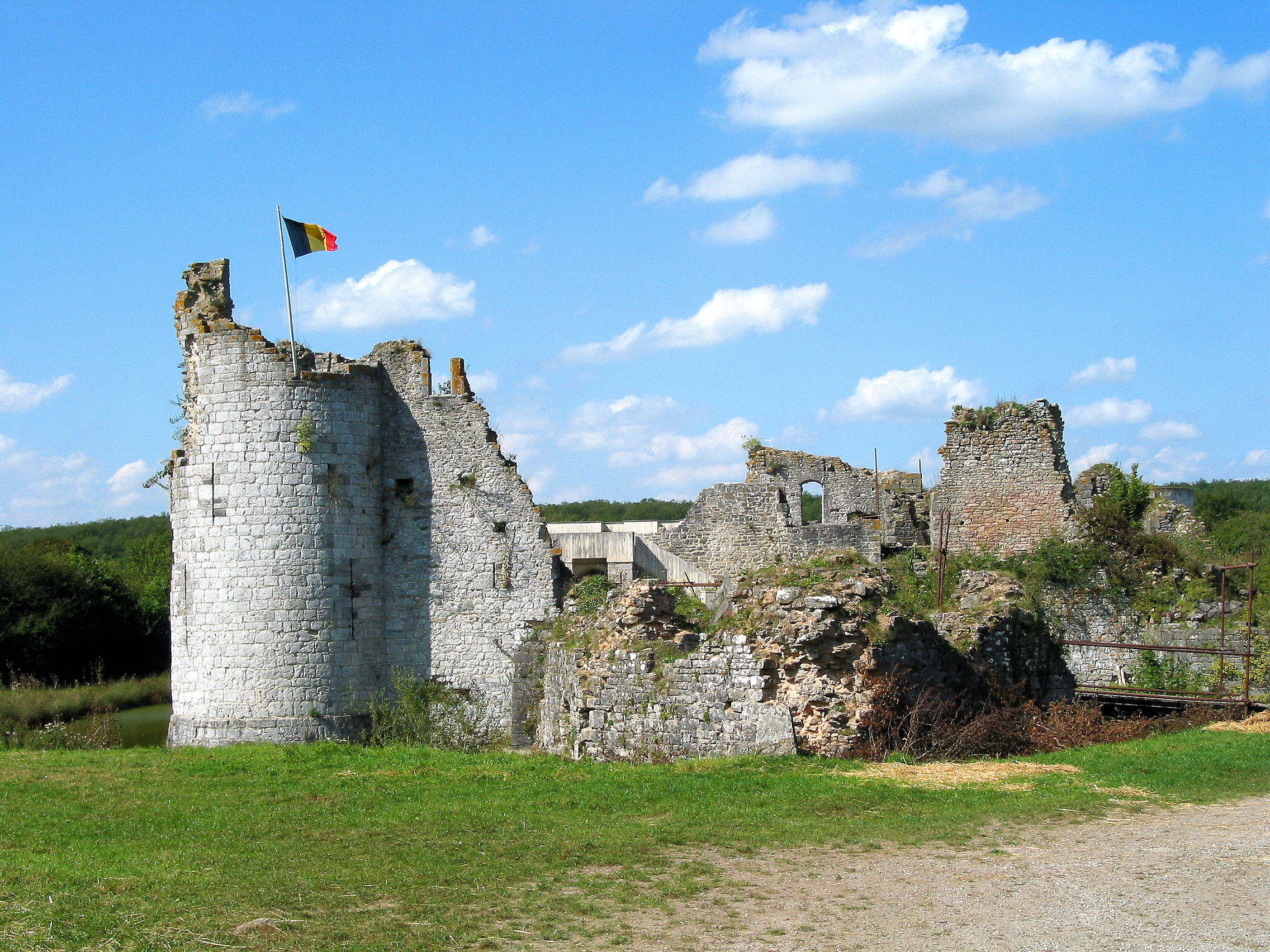
Les ruines du château médiéval.

Proche du village se trouve l'ancien château de Fagnolle ainsi que deux éléments calcareux naturels interprétés comme étant une pierre aux sacrifices et un cromlech néolithiques. 
Le village est principalement pourvu de maisons de calcaire majoritairement des XVIIIe et XIXe siècles. On y trouve notamment l'église Saint-Martin, église du XVIe siècle remaniée au XVIIIe siècle, le lavoir, l'ancienne maison du bailli et ancien presbytère à l'époque Cense du Seigneur, qui a été acquise par la famille de Niverlée qui occupa le poste de bailli depuis la 2e moitié du XVIe siècle jusqu'à la fin du XVIIe siècle, l'ancien hôpital Saint-Jean-Baptiste antérieure au XVIIe siècle et signalé jusqu'au milieux du XVIIIe siècle, la maison Bastien, une maison à l'origine de style mosan transformée au XIXe siècle et l'un des deux moulins à eau qui étaient alimentés par le Ri de Fagnolle, en ruine depuis 1930.

## Galerie

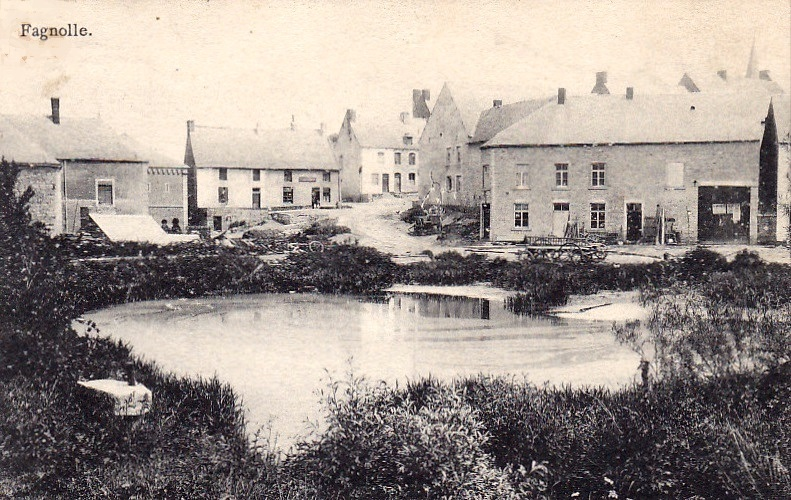
L'étang en bas du village vers 1910.
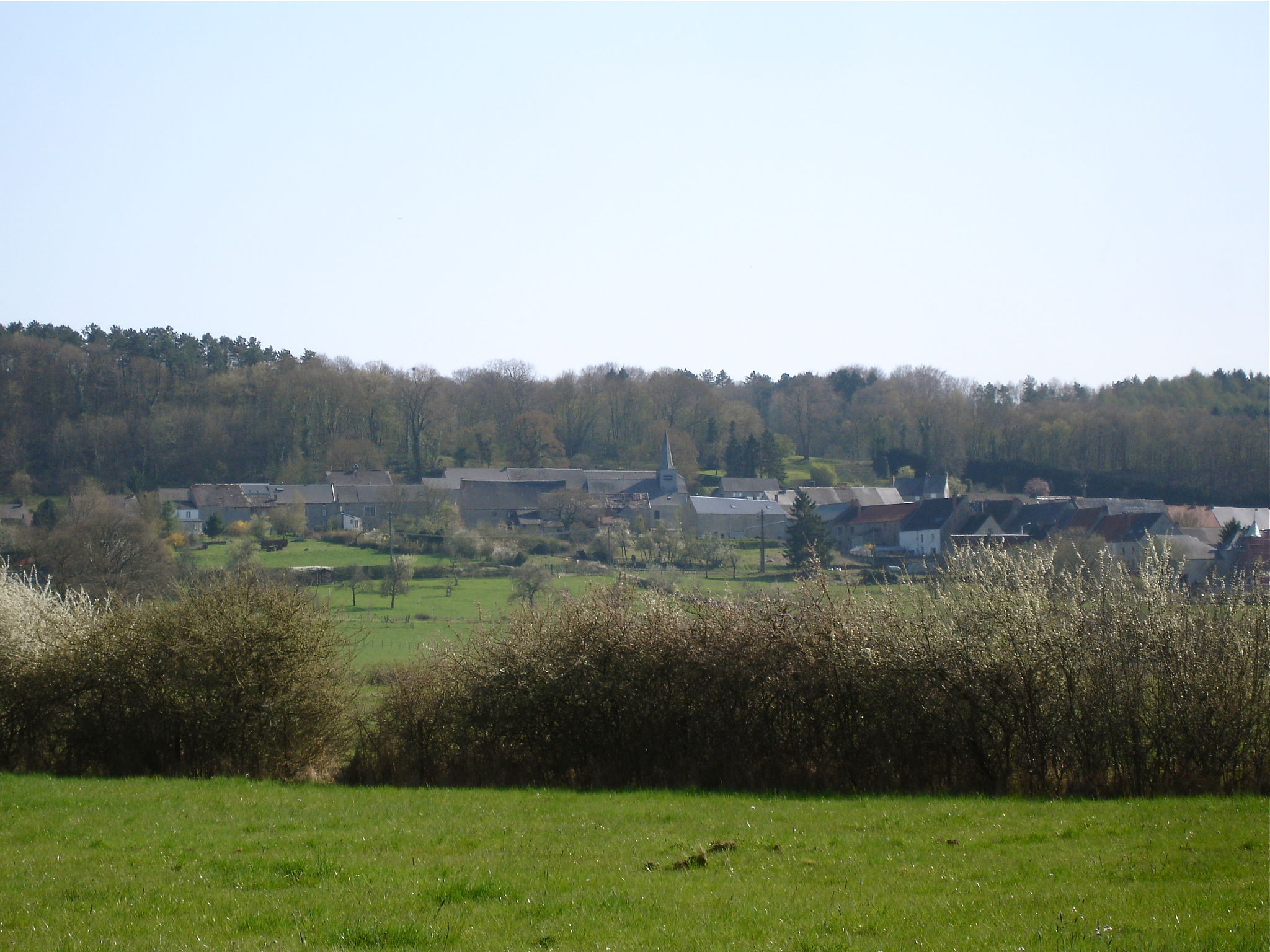
Le village vu du Nord.
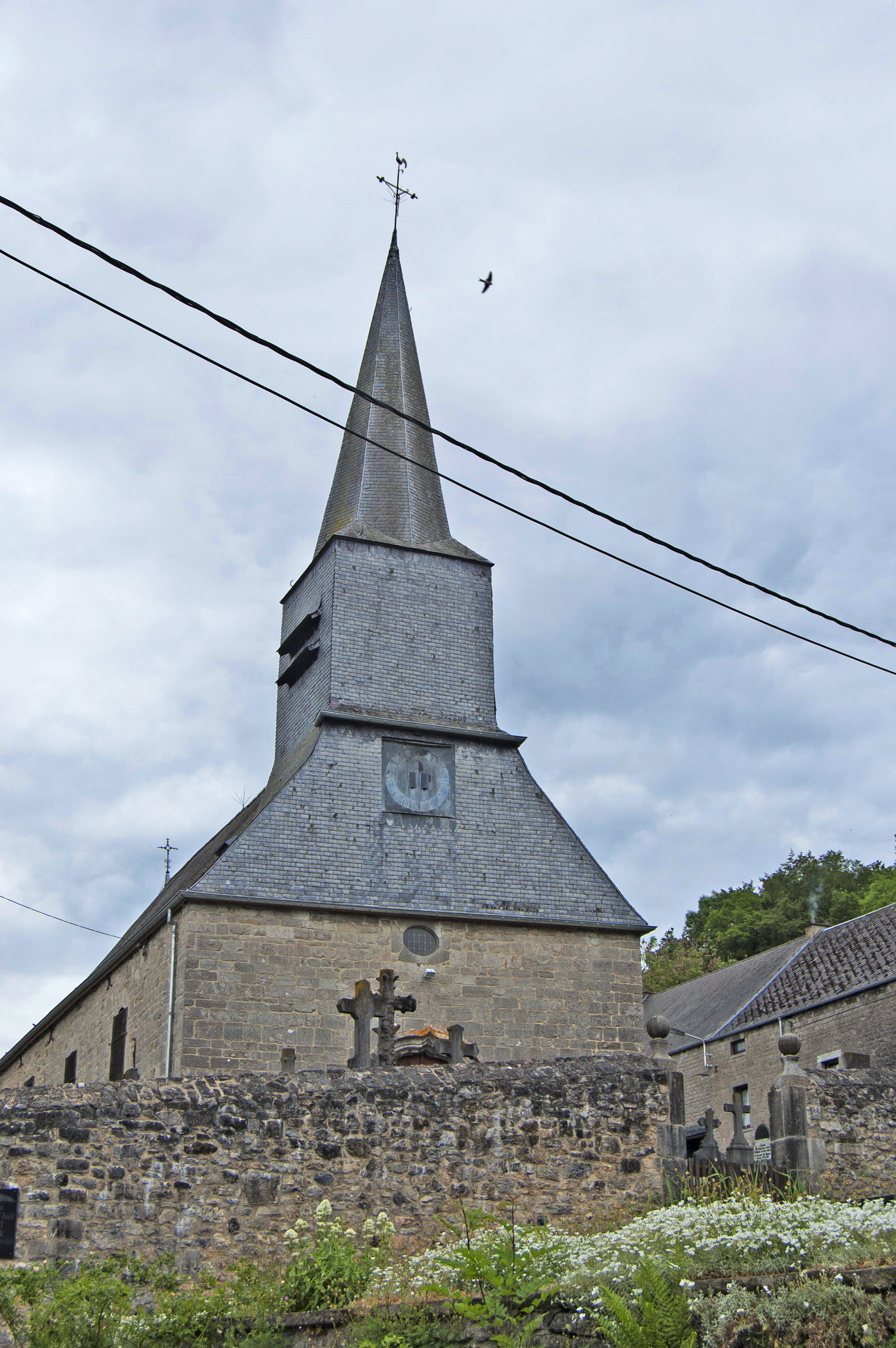
L'église Saint-Martin.
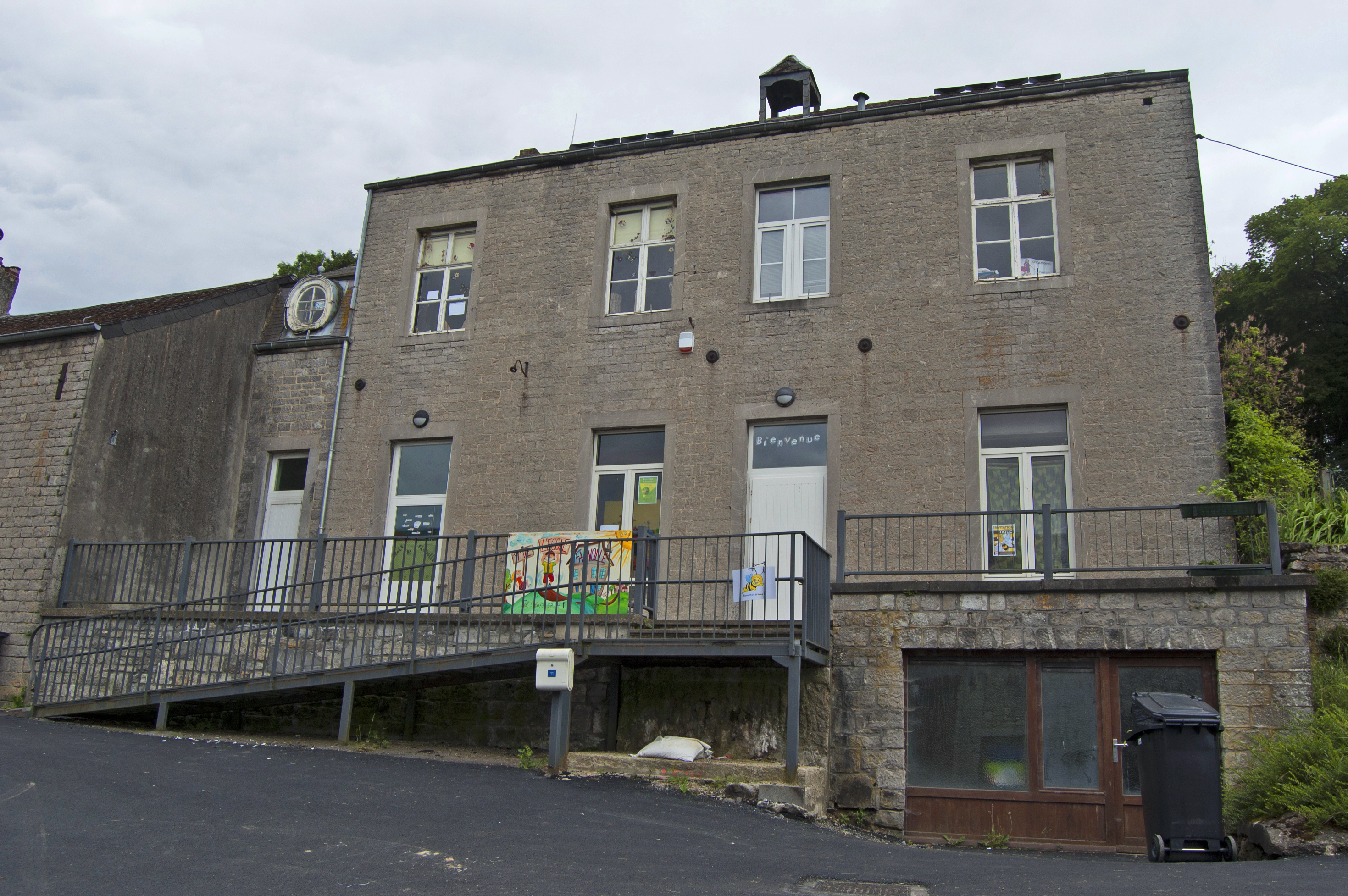
L'école du village.
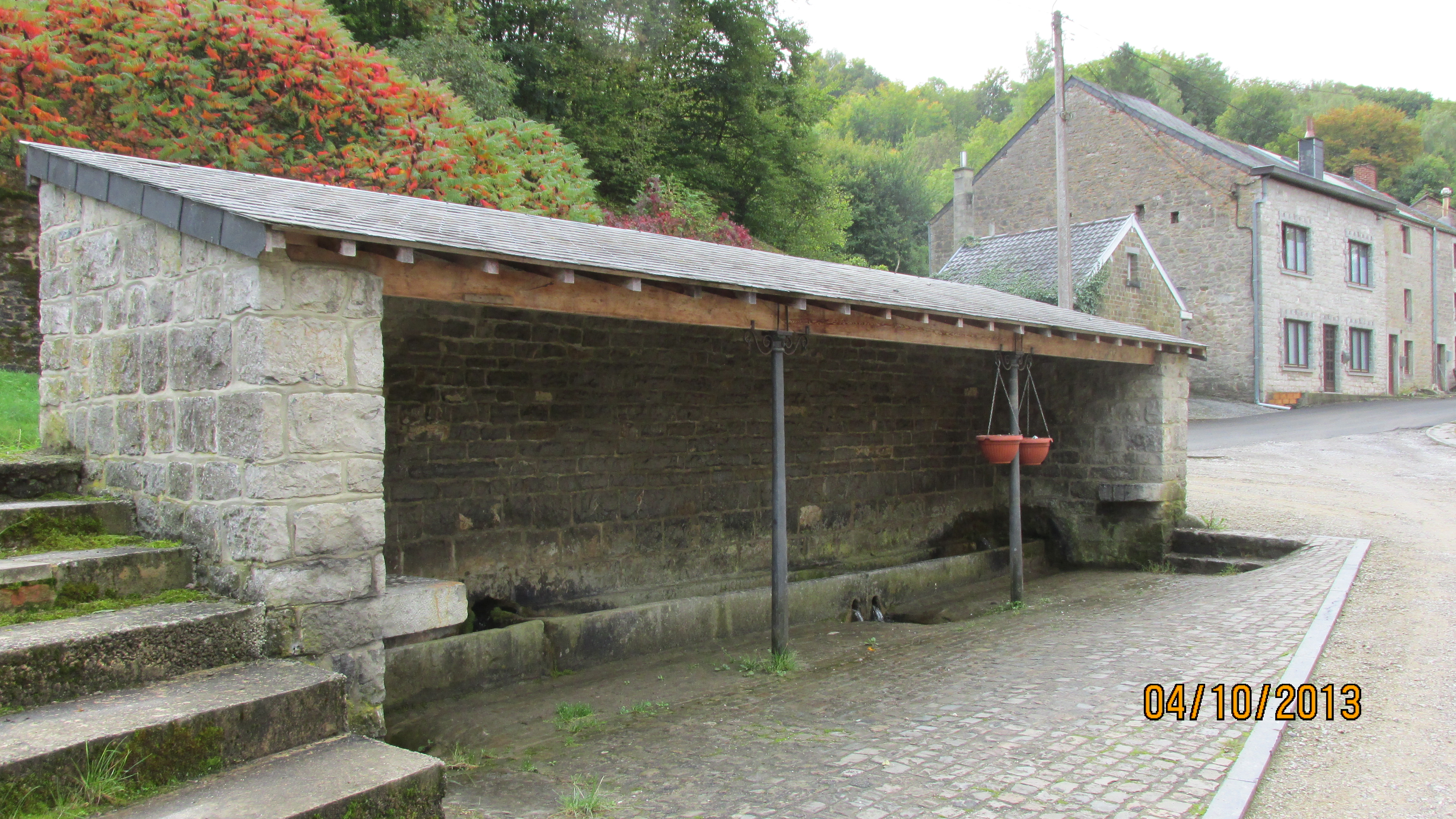
Le lavoir.
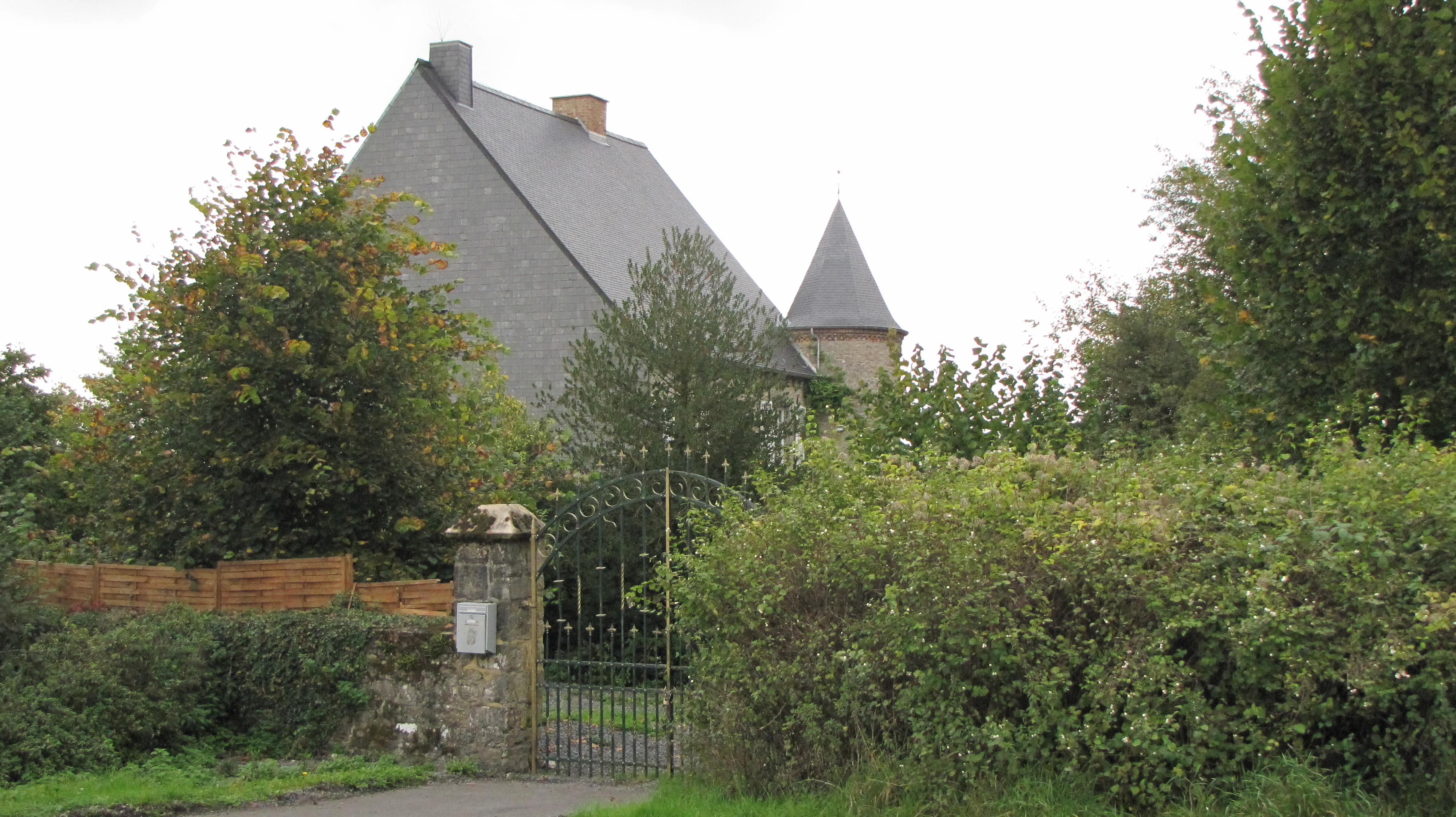
L'ancienne maison du bailli.
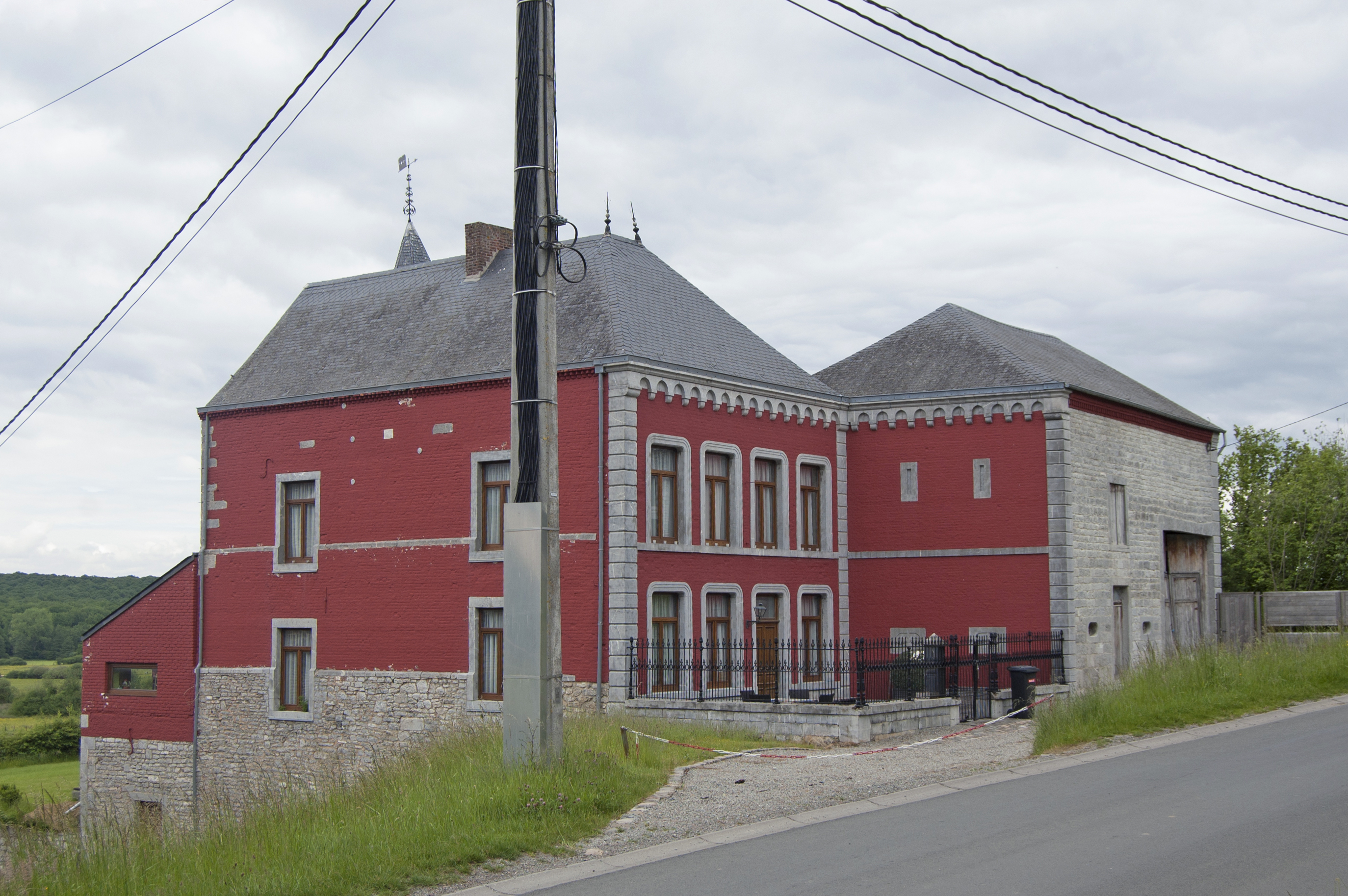
La maison Bastien.